# Kombinat Öl und Margarine
Der VEB Kombinat Öl und Margarine Magdeburg mit Sitz in Magdeburg wurde 1979 gegründet und war ein Kombinat auf dem Gebiet der Nahrungsmittelindustrie in der Deutschen Demokratischen Republik.
Das Kombinat unterstand dem Ministerium für Bezirksgeleitete Industrie und Lebensmittelindustrie. Weitere zentralgeleitete Kombinate im Zuständigkeitsbereich dieses Ministeriums können in der Liste von Kombinaten der DDR eingesehen werden.
Das Kombinat entstand 1979 als Nachfolger der VVB der Öl- und Margarineindustrie. Ab 1984 stellte der VEB Öl- und Fettwerke Magdeburg den Stammbetrieb des Kombinats dar. Von den Kombinatsbetrieben waren 1990 fünf in der Ölsaatenverarbeitung aktiv, sieben in der Margarineherstellung, vier in der Herstellung von Hefe und Spiritus sowie Weitere in der Herstellung sonstiger Nahrungsmittel, der Zulieferung mit Maschinen, Anlagen und Hilfsstoffen wie Bleicherde sowie in der Forschung und Entwicklung.

## Zugehörige Betriebe
Zum Kombinat gehörten 1990 die folgenden Betriebe:
- VEB Öl- und Fettwerke „Hans Schellheimer“ Magdeburg; (Stammbetrieb / Ölsaatenverarbeitung)
- VEB Märkische Ölwerke Wittenberge; (Ölsaatenverarbeitung)
- VEB Riesaer Ölwerke; (Ölsaatenverarbeitung)
- VEB Kroppenstedter Ölmühle; (Ölsaatenverarbeitung)
- VEB Erfurter Ölmühle; (Ölsaatenverarbeitung)
- VEB Thüringer Öl- und Margarinewerke; (Margarineherstellung)
- VEB Pflanzenfettwerke Elbe Dommitzsch; (Margarineherstellung)
- VEB Pflanzenfettwerke Elbe Pratau; (Margarineherstellung)
- VEB Öl- und Margarinenwerk Velten; (Margarineherstellung)
- VEB Margarinewerk Rostock; (Margarineherstellung)
- VEB Margarinewerk Karl-Marx-Stadt; (Margarineherstellung)
- VEB Dresdner Margarinewerk; (Margarineherstellung)
- VEB Bramsch Dresden; (Hefe und Spiritus)
- VEB Backhefe Leipzig; (Hefe)
- VEB Spiritus- und Hefefabrik Bernburg; (Hefe und Spiritus)
- VEB Hefefabrik Cottbus; (Hefe)
- VEB Chemieausrüstungen Magdeburg; (Lieferung von Anlagen und Maschinen)
- VEB Rationalisierung der Öl-, Margarine- und Hefeindustrie; (Lieferung von Anlagen und Maschinen)
- VEB Stahlbau Staßfurt; (Lieferung von Anlagen und Maschinen)
- VEB Elektroanlagenbau Staßfurt; (Lieferung von Anlagen und Maschinen)
- Institut für Öl- und Margarineindustrie; (Forschung und Entwicklung)
- VEB ALO-Werk Erfurt; (sonstige Nahrungsmittel, war bis 1989 Teil des Kombinats Nahrungsmittel und Kaffee[4])
- VEB Exzellent Dresden; (sonstige Nahrungsmittel, war bis 1989 Teil des Kombinats Nahrungsmittel und Kaffee[4])
- VEB Nahrungsmittelwerke Suppina Auerbach; (sonstige Nahrungsmittel, war bis 1989 Teil des Kombinats Nahrungsmittel und Kaffee[4])
- VEB Bleicherdewerk Staßfurt; (Bleicherde)